# Ribchester
Ribchester är en ort och civil parish i Storbritannien.   Den ligger i grevskapet Lancashire och riksdelen England, i den centrala delen av landet, 300 km nordväst om huvudstaden London. Ribchester ligger 30 meter över havet och antalet invånare är 888.
Terrängen runt Ribchester är huvudsakligen platt, men norrut är den kuperad. Ribchester ligger nere i en dal.Runt Ribchester är det mycket tätbefolkat, med 1 056 invånare per kvadratkilometer. Närmaste större samhälle är Preston, 12,6 km väster om Ribchester. Trakten runt Ribchester består i huvudsak av gräsmarker.